# Arrhichion
Arrhichion (également orthographié Arrhachion, Arrichion ou Arrachion) de Phigalia (grec moderne : Αρριχίων ο Φιγαλεύς ; mort en 564 av. J.-C.) était un champion de pancrace aux anciens Jeux olympiques. Arrhichion a été décrit comme « le plus célèbre de tous les pankratiasts ». Il est décédé alors qu'il défendait avec succès son titre de champion dans le pankration à la 54e olympiade (564 av. J.-C.,).

## L'histoire

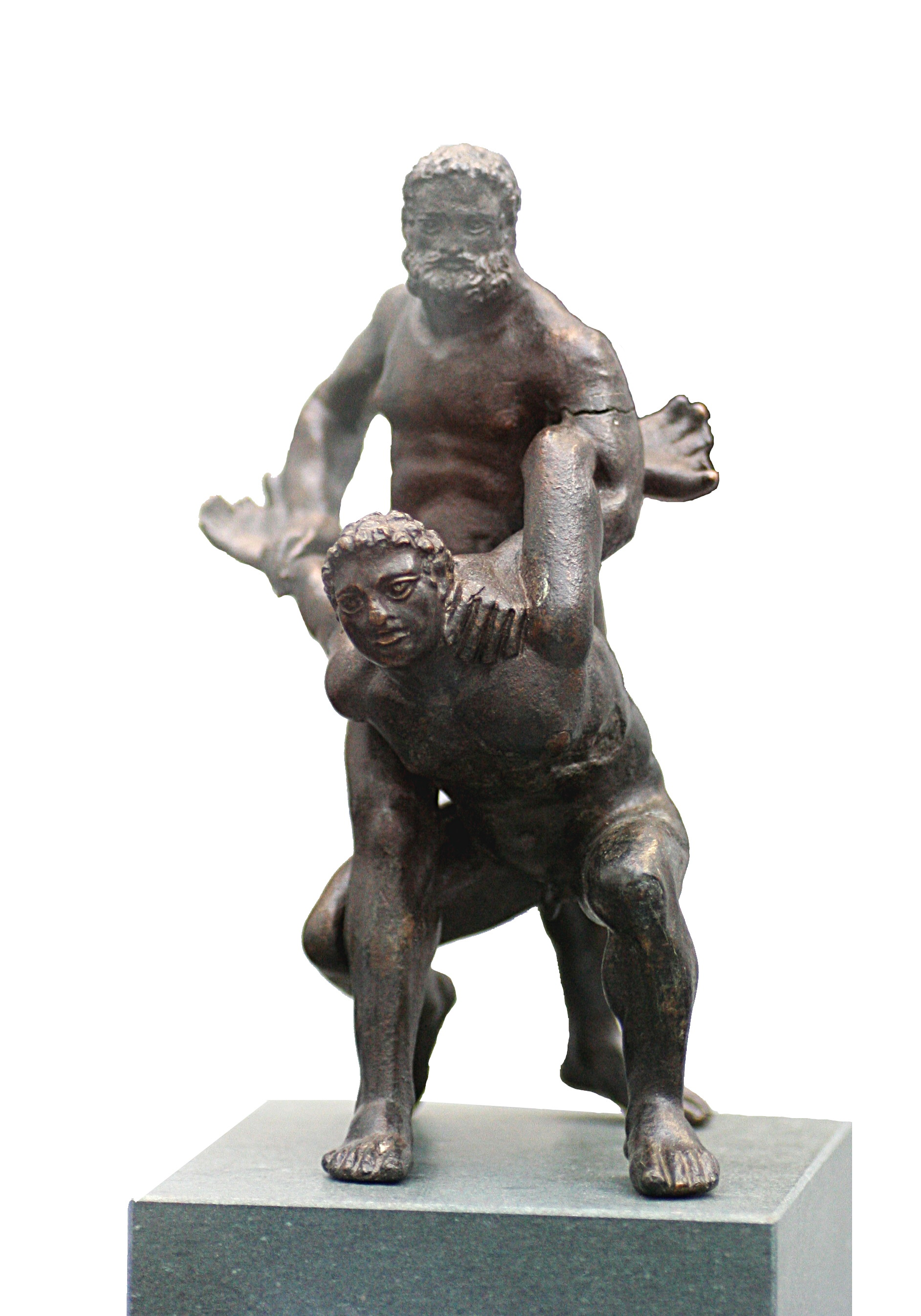
Pankratiasts de la Grèce antique : clef d'immobilisation par derrière.

Arrhichion avait été le vainqueur du pankration, un art martial mêlant boxe et lutte, aux 52e et 53e olympiades (572 av. J.-C. et 568 av. J.-C. respectivement). Son combat fatal a été décrit par le géographe Pausanias et par Philostratus le Jeune. Selon Pausanias : 
 Alors qu'il se disputait le trophée d'olive sauvage avec le dernier concurrent restant, qu'importe son nom, ce dernier parvint en premier à le saisir, et a tenir Arrhachion, le serrant entre ses jambes, et  lui serrant en même temps le cou avec ses mains. Arrhachion réussit à luxer l'orteil de son adversaire, mais dans le même temps expira de son étranglement ; mais sous la douleur infligée à son orteil, celui qui avait étranglé Arrhachion avait entre temps été contraint d'abandonner. Les Éléens couronnèrent et proclamèrent vainqueur le cadavre d'Arrhachion.

 Le compte rendu que fait Philostratus du combat est plus long. Dans son Imagines, une visite imaginaire d'une galerie d'art, Philostratus décrit un tableau représentant la mort d'Arrhichion  : 
 L'adversaire d'Arrichion, l'ayant déjà immobilisé par la taille, entreprit donc de le tuer. Il avait déjà enroulé son avant-bras autour de la gorge de l'autre pour couper la respiration, tout en pressant ses jambes sur les cuisses et en verrouillant ses deux pieds à l'intérieur des genoux de son adversaire, et déjouait toute résistance de la part d'Arrichion tout en l'étouffant, jusqu'à ce que le sommeil de la mort ainsi provoquée commençât se faire sentir sur la conscience de celui-ci. Mais, ayant alors relâché la tension de ses jambes, il ne put contrer la manœuvre d'Arrichion ; ce dernier en effet porta une ruade de la plante de son pied droit (à la suite de quoi son côté droit était en péril, puisque son genou était à présent sans support dans le vide), et de ses cuisses il tint son adversaire serré afin qu'il ne puisse pas résister ; jetant alors tout son poids vers la gauche tout en verrouillant fermement le pied de ce dernier derrière son propre genou, d'un mouvement violent vers l'extérieur, il lui arracha la cheville de son articulation. 
 Une statue d'Arrhichion victorieux fut érigée à Phigalia. On pense que c'est cette même statue qui est maintenant exposé au musée d'Olympie,,. C'est l'une des plus anciennes statues de vainqueur olympique.